# Jacobus Canter Visscher

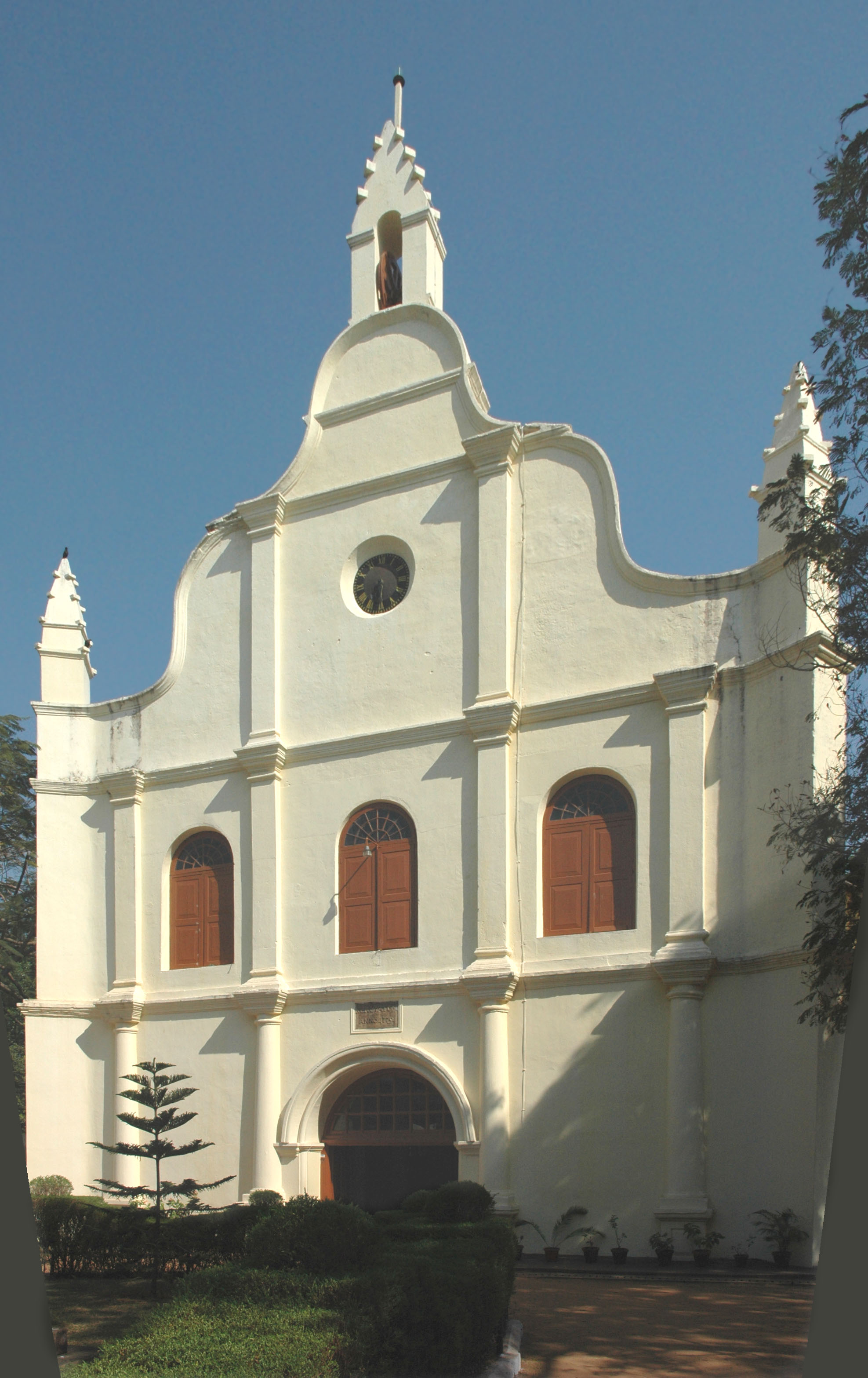
De Franciscuskerk, waar Canter Visscher preekte, was de eerste christelijke kerk in India, gesticht 1503. Vasco da Gama werd daar begraven. De kerk werd in 1662 overgenomen door Nederlanders en is in 1779 gerenoveerd.

Jacobus Canter Visscher (Dokkum, 10 december 1692 - Batavia, 28 december 1735) was de zoon van een arts uit Dokkum, een arminiaan, en leraar aan de Latijnse school in Harlingen. Jacobus studeerde aan de Universiteit van Franeker en Leiden. In 1715 werd hij geëxamineerd als predikant in Schiedam om uitgezonden te worden naar de Oost. Hij vertrok vanaf Westvoorn via Kaap de Goede Hoop naar Batavia en bezocht Padang, op de westkust van Sumatra, waar hij diverse aardbevingen meemaakte.
In 1717 kwam Jacobus Canter Visscher aan in Cochin, op de Malabarkust, tegenwoordig Kerala. De Nederlanders voerden daar oorlog tegen de samorijn van Calicut. In de VOC-vesting zou hij zes jaar als predikant werkzaam zijn in de Franciscuskerk. De gemeente telde 46 lidmaten. Canter Visscher leerde zichzelf Portugees.
Er woonden destijds ongeveer 2.000 mensen, van wie de helft slaaf. De huizen zijn gebouwd van lateriet. Hij beschreef brahmanen, en de volgelingen van Sint Tomas. Opvallend veel inwoners leden aan elefantiasis.

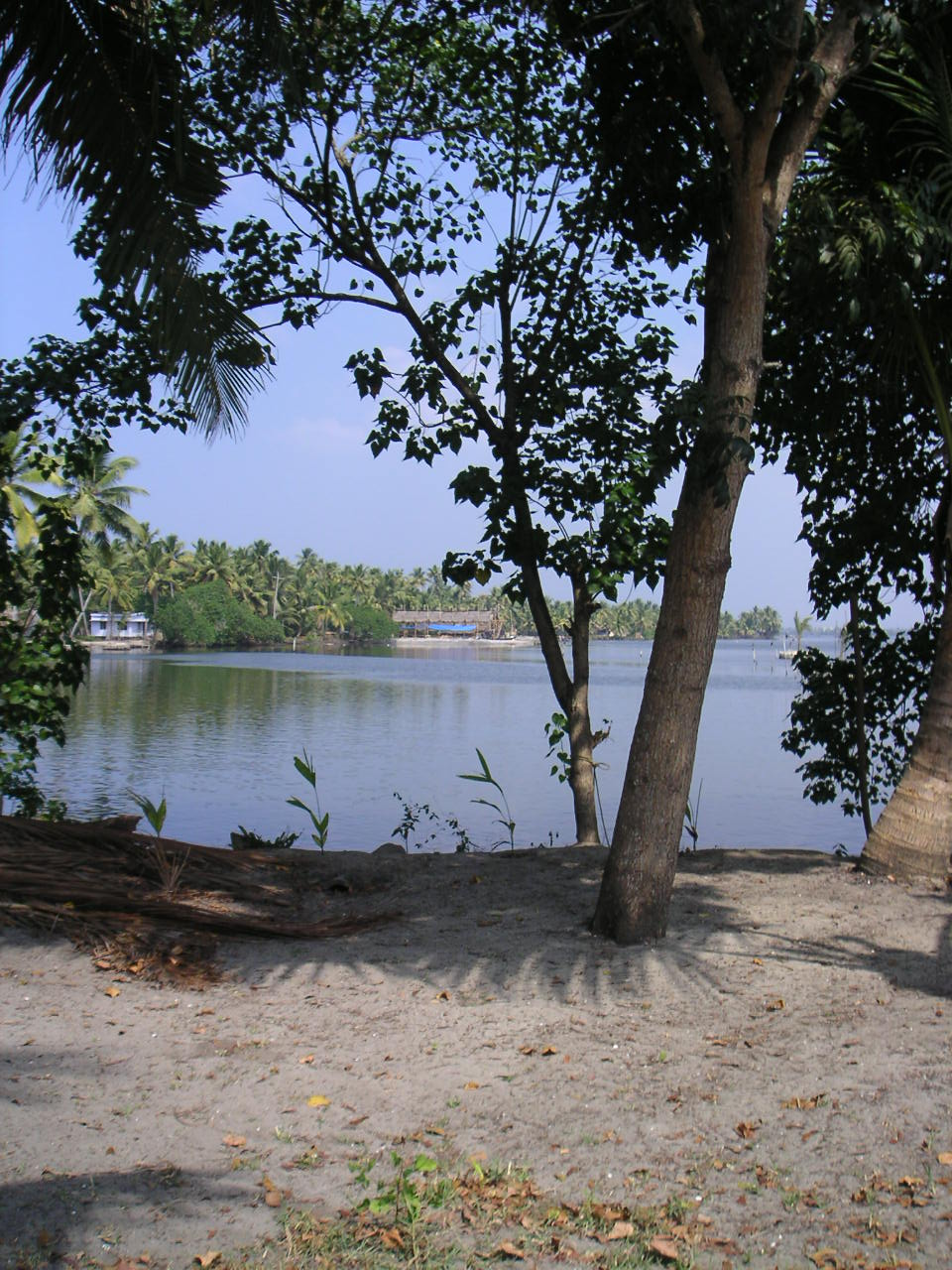
Kust van Kerala

Jan Huygen van Linschoten was de eerste Nederlander die Cochin bezocht. Zijn opvolgers waren Rijklof van Goens en Hendrik Adriaan van Rheede tot Drakenstein, een bekend botanicus en schrijver van de Malabaarsche Cruythof.
Het landschap daar leek op het Nederlandse, vlak en moerassig, maar met kokospalmen. De meeste kokosmatten, peper, kardemom, geelwortel en sisaltouw komt hiervandaan.
Canter Visscher was zeer geïnteresseerd in de Malabaarse cultuur, waarover hij 37 brieven schreef aan zijn ouders in Harlingen, maar ook aan handelaren, bankiers, militairen en wetenschappers. Het leven in Cochin was ongedwongen, vrij en ver van het toezicht van de kerkenraad van Batavia. In 1724 vertrok hij naar Batavia en kreeg een aanstelling bij de Portugese gemeente om de Mardijkers te bedienen.
Na zijn dood werden de zorgvuldig bewaarde afschriften van zijn brieven door zijn twee zonen naar Nederland overgebracht, waar ze in 1743 werden uitgegeven door hun oom Cornelis, predikant in Pingjum. In 2008 zijn de brieven in hedendaags Nederlands gepubliceerd. In 1862 verscheen een Engelse vertaling. In 2005 is er ook een vertaling in het Malayalam uitgegeven.
- Bibliothèque nationale de France: cb12568472f (data)
- Biografisch Portaal: 32723415
- Gemeinsame Normdatei: 13917737X
- International Standard Name Identifier: 0000 0000 8391 5118
- Library of Congress Control Number: n84165770
- Nationale Bibliotheek van Israël: 987007279224405171
- Nederlandse Thesaurus van Auteursnamen: 071612025
- Virtual International Authority File: 69047839
- WorldCat: E39PBJB8rrWR8xGjrr8tQFQpfq